# 柳慶遠
柳 慶遠（りゅう けいえん、458年 - 514年）は、南朝宋から梁にかけての軍人・官僚。字は文和。本貫は河東郡解県。

## 経歴
義陽郡内史の柳叔珍（柳元景の弟）の子として生まれた。郢州主簿を初任とし、斉の初年に尚書都官郎・大司馬中兵参軍・建武将軍・魏興郡太守となった。魏興郡が大水の被害に遭ったため、官吏たちは民衆を祀城に避難させるよう願い出た。慶遠は「天が雨水を降らすのであって、どうして城の知るところであろうか。江河の長さは3日分に過ぎないと私は聞いている。これまた何の心配がいるだろうか」と言って、土堤の修築を命じるのみであった。はたしてまもなく水は引いていった。
入朝して長水校尉となり、平北録事参軍・襄陽県令として出向した。蕭衍が雍州刺史となり、京兆の杜惲に人材を問うと、杜惲は慶遠を推挙した。蕭衍は慶遠を召し出して別駕とし、記録の仕事をつとめさせた。蕭衍が起兵すると、慶遠は蕭衍の帷幄にあって謀主をつとめた。
中興元年（501年）、和帝の下で黄門郎となり、冠軍将軍・征東長史に任じられた。蕭衍の軍に従って東下し、部隊の先頭に立った。蕭衍が陣営を視察すると、慶遠の兵舎が整然としているのに感嘆した。建康城が平定されると、侍中・前軍将軍となり、淮陵斉昌二郡太守を兼ねた。建康城内で夜間に失火があり、禁中が騒然となると、蕭衍は宮中の諸門を全て閉めさせ、「柳侍中はどこにいるか」と所在を問わせた。慶遠がやってくると、ずっと付き従わせた。その信任ぶりはこのようなものであった。
霸府が建てられると、慶遠は太尉従事中郎となった。天監元年（502年）、蕭衍が即位すると、慶遠は散騎常侍・右衛将軍の位を受け、征虜将軍を加えられ、重安侯に封じられた。天監2年（503年）、中領軍に転じ、雲杜侯に改封された。天監4年（505年）、使持節・都督雍梁南北秦四州諸軍事・征虜将軍・寧蛮校尉・雍州刺史として出向した。蕭衍は新亭まで見送り、「卿が錦を着て故郷に帰れば、朕は西方に心配がなくなるだろう」と言った。
天監7年（508年）、召還されて護軍将軍となり、太子庶子を兼ねた。任につく前に、通直散騎常侍・右衛将軍となり、右驍騎将軍を兼ねた。建康に到着すると、北魏の宿預城が降伏を願い出てきたため、その対応のため、仮節を受けて淮陰の防備にあたり、北魏軍を撃退した。天監8年（509年）、建康に帰り、散騎常侍・太子詹事・雍州大中正に任じられた。天監10年（511年）、侍中・領軍将軍の位を受けた。天監12年（513年）、安北将軍・寧蛮校尉・雍州刺史に転じた。天監13年（514年）春、死去した。享年は57。侍中・中軍将軍・開府儀同三司の位を追贈された。諡は忠恵といった。
子の柳津が後を嗣いだ。

## 伝記資料
- 『梁書』巻9 列伝第3
- 『南史』巻38 列伝第28